# Guerra comercial de Estados Unidos con Canadá y México de 2025
La guerra comercial de Estados Unidos con Canadá y México es un conflicto comercial entre Estados Unidos por un lado y Canadá y México por el otro, iniciado el 1 de febrero de 2025, cuando el presidente estadounidense Donald Trump firmó órdenes que imponen aranceles casi universales a los productos de los dos países que entrarían en vigor el 4 de febrero. La orden exigía aranceles del 25 % a todas las exportaciones de mexicanas y canadienses, excepto el petróleo y la energía provenientes de Canadá, que estarían gravadas con un 10 %. Trump afirmó que el objetivo de los aranceles era detener tanto la inmigración ilegal a Estados Unidos como el suministro de fentanilo a través de sus fronteras con Canadá y México, así como reducir el déficit comercial de Estados Unidos.
En respuesta, el primer ministro canadiense, Justin Trudeau, dijo que Canadá respondería de inmediato con aranceles del 25% a 30 mil millones de dólares canadienses (20,6 mil millones de dólares estadounidenses) de exportaciones estadounidenses, que se expandirían a 155 mil millones de dólares canadienses (106 mil millones de dólares estadounidenses) en tres semanas. La presidenta mexicana, Claudia Sheinbaum, dijo que México promulgaría aranceles y represalias económicas no arancelarias contra Estados Unidos. El 3 de febrero, ambos países negociaron retrasos de un mes en los aranceles con Estados Unidos y acordaron ayudar a Estados Unidos con la seguridad nacional a lo largo de sus fronteras con el país. Una semana después, Estados Unidos impuso aranceles a todas las importaciones de acero y aluminio, incluidas las de Canadá y México.
Tanto Canadá como México han dicho que los aranceles de Trump violarían el acuerdo de libre comercio entre Estados Unidos, México y Canadá ratificado por los tres países en 2020 durante la primera presidencia de Trump. Los economistas han dicho que los aranceles probablemente perturbarían significativamente el comercio entre los tres países, alterarían las cadenas de suministro en América del Norte y aumentarían los precios al consumidor en Estados Unidos, México y Canadá.

## Antecedentes económicos

### Comercio entre Canadá y Estados Unidos
Incluso antes de que se aplicara el TLCAN, las economías de Estados Unidos y Canadá, especialmente en el sector de fabricación de automóviles, estaban altamente integradas. En los primeros nueve meses de 2024, los datos del gobierno canadiense estimaron que 800 mil millones de dólares canadienses (550 mil millones de dólares estadounidenses) de bienes cruzaron la frontera entre Canadá y Estados Unidos. En noviembre de 2024, el gobierno de Estados Unidos estimó que el déficit comercial de Estados Unidos con Canadá era de 55 mil millones de dólares estadounidenses. Este déficit comercial está impulsado en gran medida por la demanda estadounidense de petróleo canadiense; cuando se excluyen las exportaciones de petróleo, Estados Unidos tiene un superávit comercial con Canadá. Aproximadamente el 60 % del petróleo importado por Estados Unidos proviene de Canadá, y Canadá es el mayor proveedor de acero de Estados Unidos.

### Comercio entre Estados Unidos y México
Las economías de Estados Unidos y México están muy entrelazadas. En 2024, se transportaron aproximadamente 800 mil millones de dólares estadounidenses en bienes a través de la frontera entre México y Estados Unidos, y diariamente se producen más de mil millones de dólares estadounidenses en comercio entre los dos países. En 2023, las exportaciones estadounidenses a México totalizaron 322 mil millones de dólares estadounidenses, mientras que Estados Unidos importó más de 475 mil millones de dólares estadounidenses en productos mexicanos, según datos de la Oficina del Censo de los Estados Unidos. Aproximadamente el 70 % del consumo de gas natural de México proviene de Estados Unidos, y Estados Unidos importa alrededor de 700 000 barriles de petróleo crudo de México cada día. La producción de alimentos entre los dos países también está estrechamente integrada: Estados Unidos obtiene aproximadamente la mitad de sus frutas y verduras frescas de México, y México es el principal mercado para las exportaciones agrícolas estadounidenses. México es el tercer mayor importador de acero a Estados Unidos, solo detrás de Canadá y Brasil; Tanto México como Estados Unidos han sido acusados de violar un acuerdo firmado junto con el T-MEC para limitar las exportaciones de acero entre ellos. Algunos estadounidenses, incluido Trump, han dicho que México ha excedido el nivel de exportaciones permitido por el acuerdo. Al mismo tiempo, una organización siderúrgica mexicana informó que el nivel de exportaciones de acero de Estados Unidos también incumplía el acuerdo.

### Acuerdos comerciales

Territorio del Tratado entre México, Estados Unidos y Canadá.

El Tratado entre México, Estados Unidos y Canadá (T-MEC) entró en vigor el 1 de julio de 2020, reemplazando al Tratado de Libre Comercio de América del Norte (TLCAN) de 1994. El área del actual tratado es una de las zonas de libre comercio más grandes del mundo. El TLCAN eliminó los aranceles entre los tres países participantes. El tratado de 1994 ha sido descrito como una fuente de división política. En Estados Unidos, condujo a la deslocalización, ya que las empresas estadounidenses trasladaron sus negocios a México en busca de mano de obra más barata, lo que perjudicó a las ciudades industriales y a los trabajadores estadounidenses. La reacción al libre comercio permitió que candidatos como Donald Trump ganaran prominencia en la política estadounidense. Sin embargo, muchas partes de Estados Unidos se beneficiaron del aumento de la actividad comercial y económica del TLCAN. En 2020, durante el primer mandato de Trump como presidente de Estados Unidos, el TLCAN fue reemplazado por el Tratado entre México, Estados Unidos y Canadá (T-MEC), principalmente debido a los desacuerdos de Trump con el TLCAN. Los cambios entre el TLCAN y el T-MEC fueron en gran parte cosméticos, y mantuvo aranceles cero en la mayoría de los productos comercializados en Estados Unidos, Canadá y México.

## Antecedentes políticos

### Primera presidencia de Donald Trump
Durante su primer mandato, Trump amenazó con imponer aranceles a México si no ponía fin a la inmigración ilegal a los Estados Unidos a través de la frontera con México y amenazó repetidamente con retirarse del TLCAN. Sin embargo, finalmente no impuso aranceles a México después de que este acordó crear la Guardia Nacional mexicana, enviar 6 000 tropas para combatir la inmigración ilegal y permitió que Estados Unidos ampliara su política de «permanecer en México», que obligaba a ciertos solicitantes de asilo a permanecer en México hasta que Estados Unidos procesara su solicitud de asilo. Trump presionó a Canadá y México para que renegociaran el TLCAN amenazando con aranceles de importación agresivos, y en mayo de 2018, extendió los aranceles globales de Estados Unidos sobre el acero y el aluminio a los dos países, invitándolos a ambos a tomar represalias. Los tres países acordaron levantar los aranceles al acero y al aluminio en mayo de 2019, un año después de que habían comenzado, antes de que el T-MEC entrara en vigor el 1 de julio de 2020. Un mes después de que el T-MEC entrara en vigor, Trump dijo que las importaciones de aluminio constituían una amenaza a la seguridad nacional que ponía en peligro a los productores estadounidenses e impuso aranceles del 10 % al aluminio canadiense. Trump puso fin a los aranceles el mes siguiente antes de la represalia planeada por Canadá.
En 2018 y 2019, Trump también impuso importantes aranceles a China, por un total de alrededor de 80 mil millones de dólares estadounidenses en aranceles sobre alrededor de 380 mil millones de dólares estadounidenses en productos, que se mantuvieron en gran medida durante la administración posterior de Joe Biden. El gobierno de Estados Unidos ha estado preocupado por el comercio entre China y México, particularmente en el sector automotriz, porque teme que las empresas chinas puedan usar a México para exportar a Estados Unidos, eludiendo los aranceles a China y aprovechando el T-MEC. De octubre de 2023 a octubre de 2024, las autoridades estadounidenses detuvieron a 23 000 personas que cruzaban ilegalmente su frontera norte desde Canadá y a 1,5 millones de personas que cruzaban ilegalmente su frontera sur desde México.

### Política canadiense
En noviembre de 2024, después de ganar las elecciones presidenciales de Estados Unidos, Trump amenazó con aranceles del 25 % a todos los productos de Canadá y México, que dijo que «permanecerían vigentes hasta que las drogas, en particular el fentanilo, y todos los inmigrantes ilegales detuvieran esta invasión de nuestro país». Poco después, el primer ministro canadiense, Justin Trudeau, viajó a la propiedad de Trump en Florida para hablar con él y discutir los aranceles, así como la inmigración ilegal y el contrabando de drogas a través de la frontera entre Canadá y Estados Unidos. El 16 de diciembre, el gobierno canadiense anunció un plan para gastar 1 300 millones de dólares canadienses (913 millones de dólares estadounidenses) en seguridad fronteriza para disipar las preocupaciones de Trump. El plan incluía la creación de una «fuerza de ataque» conjunta de Estados Unidos y Canadá destinada a combatir el crimen transnacional.
En enero de 2025, Trudeau declaró su intención de renunciar como líder del Partido Liberal y primer ministro una vez que se elija un nuevo líder en marzo.Doug Ford, el primer ministro de Ontario y jefe del Consejo de la Federación, convocó una elección provincial anticipada que se celebraría el 27 de febrero, diciendo que quería que su Partido Conservador Progresista tuviera un mandato más fuerte para oponerse a los aranceles inminentes de Trump a Canadá. El 31 de enero, Trudeau dijo en las redes sociales que Canadá estaba «listo con una respuesta contundente e inmediata» si Estados Unidos seguía adelante con su decisión de imponer aranceles a las exportaciones canadienses.

### Política mexicana
Desde el mandato de Felipe Calderón como presidente de México, en 2012, los agentes de seguridad estadounidenses con base en México podían colaborar con sus homólogos mexicanos para recopilar información, diseñar operaciones, realizar investigaciones anticorrupción y llevar a cabo reformas institucionales, sin embargo, a partir de 2019, con el gobierno de Andrés Manuel López Obrador se redujo la cooperación internacional; su enfoque de «abrazos, no balazos» hacia los cárteles criminales mexicanos empeoró la criminalidad y la violencia del país. Cuando el gobierno estadounidense cerró la frontera con México a los viajes no esenciales en marzo de 2020, durante la pandemia de COVID-19, los narcotraficantes pasaron de la cocaína y la heroína al fentanilo, que era más fácil de transportar sin ser detectado en el pequeño número de vehículos «esenciales» a los que se les permitía cruzar. Las muertes de estadounidenses por sobredosis de fentanilo se duplicaron entre 2019 y 2021.

### Segunda presidencia de Donald Trump
Durante su discurso inaugural el 20 de enero de 2025, al comienzo de su segundo mandato, Trump dijo que promulgaría fuertes aranceles a otros países. Dijo: «En lugar de gravar a nuestros ciudadanos para enriquecer a otros países», Estados Unidos «impondría aranceles e impuestos a países extranjeros para enriquecer a nuestros ciudadanos». Trump dijo que tanto Canadá como México están permitiendo que «una gran cantidad de personas ingresen y que ingrese fentanilo» a los Estados Unidos a través de sus fronteras al tiempo que dijo que ambos países se estaban beneficiando injustamente de los déficits comerciales de los Estados Unidos. Ha criticado el déficit comercial de los Estados Unidos con Canadá al tiempo que cita cifras inexactas que afirman que asciende a US$200 mil millones. Incluso después de que Trump declarara su intención de imponer aranceles inminentes a Canadá y México, las empresas estadounidenses no hicieron ningún esfuerzo concertado para importar grandes cantidades de bienes a los Estados Unidos antes de su promulgación.

## Aranceles iniciales

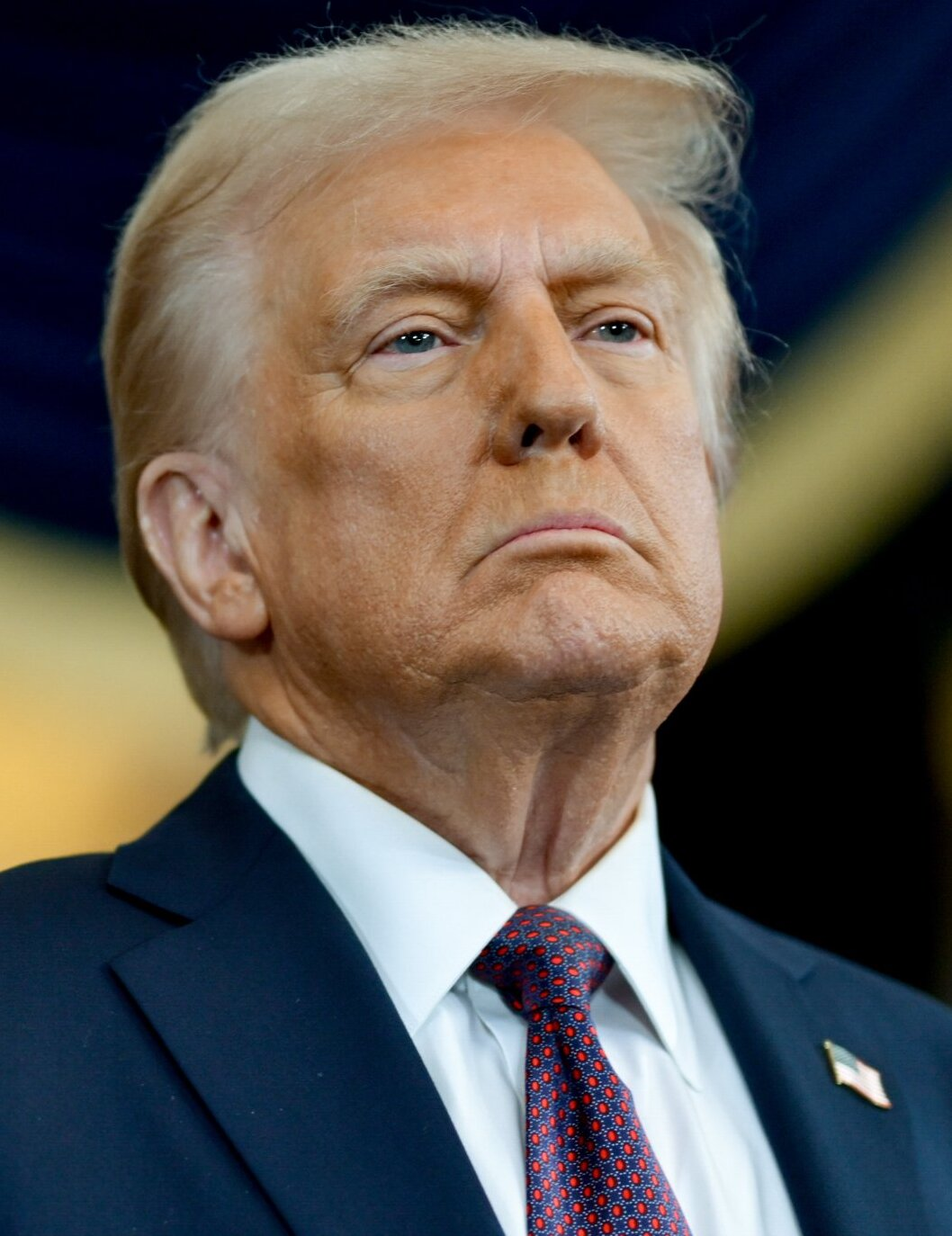
El presidente de los Estados Unidos, Donald Trump.

El 1 de febrero de 2025, Trump firmó tres órdenes ejecutivas que imponen aranceles del 25 % a todos los bienes de México y Canadá, excepto las exportaciones canadienses de petróleo y energía, que recibieron un arancel del 10 %%. Las exportaciones de energía mexicanas recibirán el arancel completo del 25 %. Las órdenes se emitieron bajo la Ley de Poderes Económicos de Emergencia Internacional (IEEPA) y debían entrar en vigencia a las 12:01 am Hora Estándar del Este del 4 de febrero. Trump también ordenó aranceles del 10 % a China, que se impondrían además de los aranceles existentes de hasta el 25 % a muchos productos chinos. Las órdenes incluían una cláusula que permitía a Estados Unidos aumentar sus aranceles si los países respondían con sus propios aranceles u otras medidas de represalia.
Trump utilizó la IEEPA para eludir la restricción arancelaria del T-MEC en casos distintos a las emergencias nacionales. Citó tanto la afluencia de inmigrantes ilegales que cruzan las fronteras de Estados Unidos con México y Canadá, como la crisis de opioides en Estados Unidos impulsada por el fentanilo originario de China que llega a Estados Unidos a través de México y Canadá. En la orden ejecutiva, dijo que Canadá ha jugado un «papel central» al permitir que el fentanilo ingrese a Estados Unidos y que no ha «dedicado suficiente atención y recursos o se ha coordinado significativamente» con Estados Unidos para «detener la marea de drogas ilícitas», a pesar de que la gran mayoría del fentanilo en Estados Unidos proviene de la frontera sur con México. Los aranceles también tienen como objetivo incentivar a los fabricantes a contratar a estadounidenses para fabricar sus productos en Estados Unidos en lugar de importarlos de otros países. En comentarios posteriores, Trump reiteró su esperanza de que Canadá se anexara a los Estados Unidos como su «estado número 51».
Según Bloomberg News, los asesores de Trump, Peter Navarro y Stephen Miller, fueron los principales funcionarios en las discusiones económicas sobre la imposición de aranceles, mientras que China fue incluida a instancias del Consejo de Seguridad Nacional. En una publicación en Truth Social, Trump dijo: «Necesitamos proteger a los estadounidenses, y es mi deber como presidente garantizar la seguridad de todos. Hice una promesa en mi campaña para detener la inundación de inmigrantes ilegales y drogas que cruzan nuestras fronteras, y los estadounidenses votaron abrumadoramente a favor de eso». Si bien reconoció que los aranceles podrían causar «alteraciones temporales a corto plazo», dijo que era necesario imponerlos. Trump también afirmó que «los aranceles no causan inflación», sino que «causan éxito».

### Respuesta de Canadá

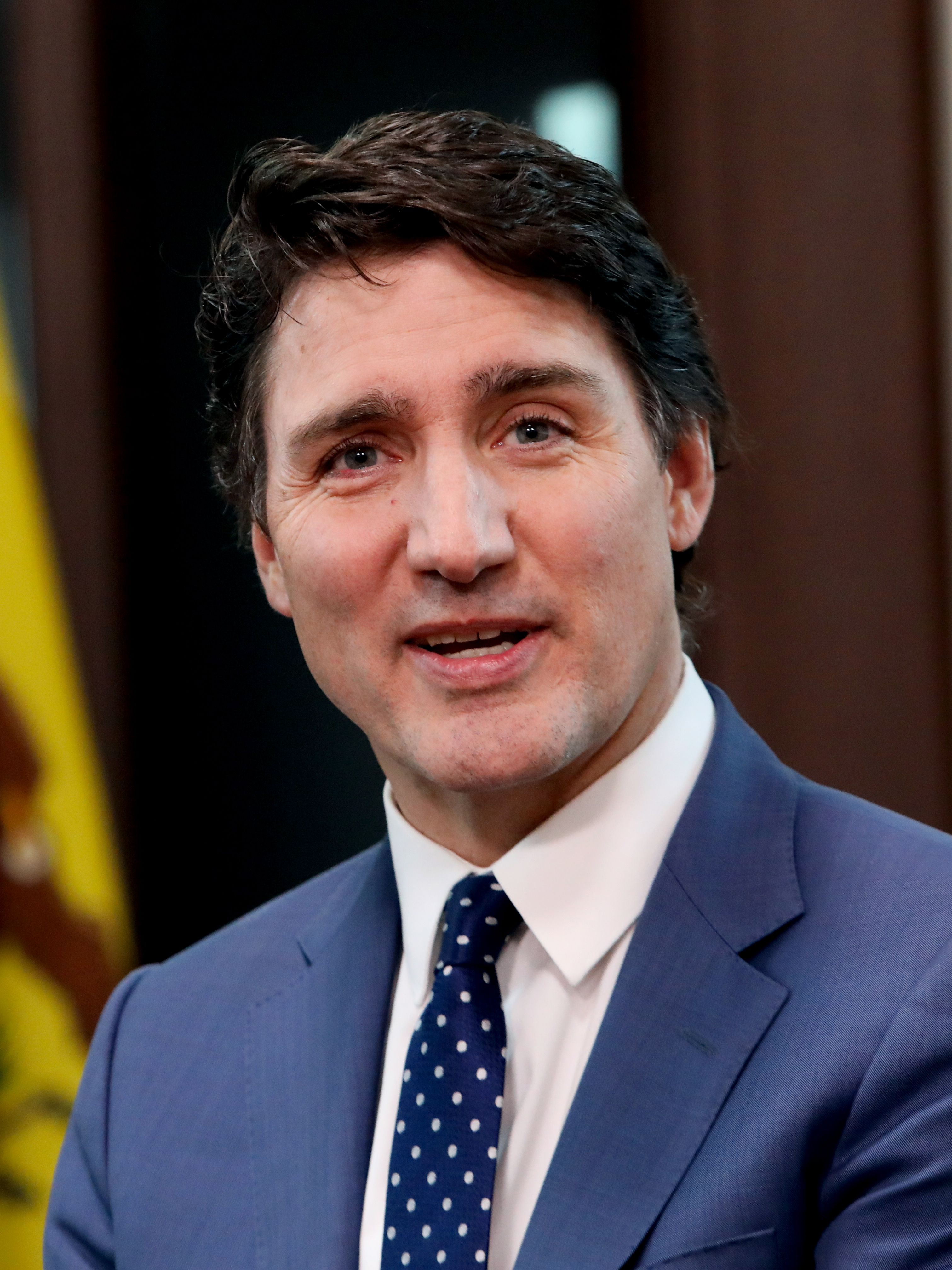
El primer ministro de Canadá, Justin Trudeau.

Horas después de que Trump impusiera los aranceles el 1 de febrero, Trudeau dijo que Canadá tomaría represalias contra Estados Unidos con aranceles. Dijo que Canadá impondría aranceles del 25 % a CA$30 mil millones (US$20,6 mil millones) de exportaciones estadounidenses inmediatamente después de que los aranceles estadounidenses entren en vigor e impondría aranceles del 25 % a otros CA$125 mil millones (US$86 mil millones) en bienes en las próximas tres semanas. Trudeau dijo que la demora permitiría a las empresas canadienses prepararse. Agregó que Canadá estaba considerando más acciones comerciales de represalia además de los aranceles para obligar a Trump a poner fin a la guerra comercial, incluidas restricciones a la exportación de minerales críticos y productos energéticos o un bloqueo a las empresas estadounidenses que ofertan contratos gubernamentales.
Trudeau dijo que los licores, vegetales, ropa, zapatos y perfumes estadounidenses estarían entre los primeros en enfrentar aranceles de represalia y que también se impondrían aranceles sobre bienes de consumo como electrodomésticos, muebles y equipos deportivos. La represalia de Canadá está dirigida particularmente a los «estados rojos» de los Estados Unidos, liderados por el Partido Republicano de Trump. En su discurso, Trudeau presentó datos que muestran que solo alrededor del 1 % de las importaciones de fentanilo y los cruces fronterizos ilegales a los Estados Unidos provienen de su frontera con Canadá. Llamó a la relación entre Estados Unidos y Canadá «la asociación más exitosa que el mundo haya visto jamás» en todos los dominios y acusó a los aranceles de Trump de violar el T-MEC. llamando a los canadienses a «elegir productos y servicios canadienses en lugar de los estadounidenses» siempre que sea posible. Trudeau afirmó: «Esta es una decisión que, sí, perjudicará a los canadienses, pero más allá de eso, tendrá consecuencias reales para ustedes, el pueblo estadounidense. Como he dicho constantemente, los aranceles contra Canadá pondrán en riesgo sus empleos, lo que podría provocar el cierre de plantas de ensamblaje de automóviles y otras instalaciones de fabricación estadounidenses».

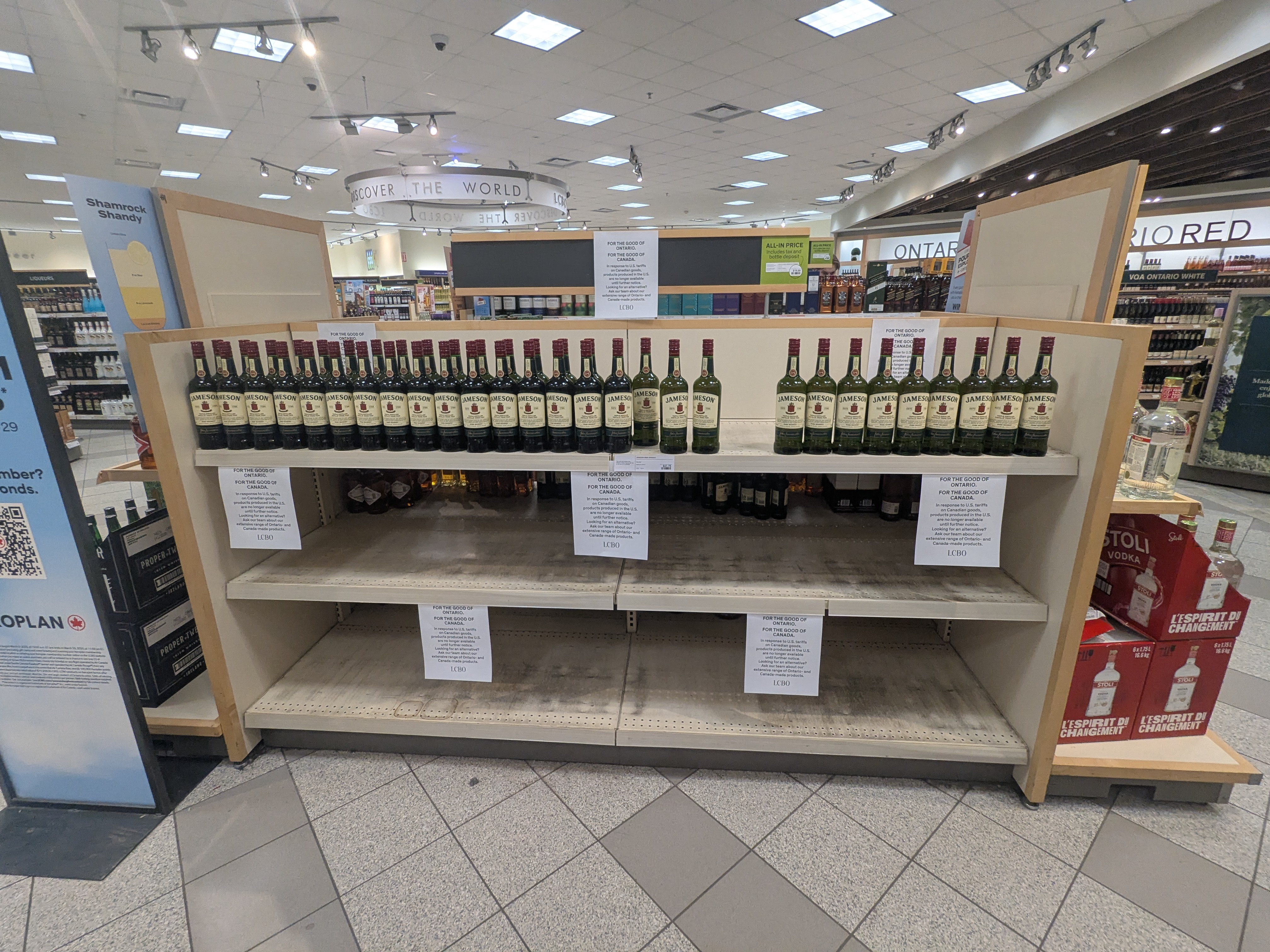
Un estante de una licorería en Ontario con todos los productos estadounidenses retirados en marzo de 2025.

Los premieres o primeros ministros provinciales, también respondieron. El responsable de Ontario, Doug Ford, dijo que Canadá «no tiene otra opción que contraatacar y contraatacar con fuerza», y ordenó a la Junta de Control de Licores de Ontario que pusiera fin a las ventas de alcohol estadounidense. Su similar en Alberta, Danielle Smith, que hasta entonces se había opuesto a una acción comercial agresiva contra los Estados Unidos, dijo que Canadá necesitaba responder a la «política mutuamente destructiva» de Trump y que apoya «el uso estratégico» de aranceles sobre los bienes estadounidenses «que se compran más fácilmente a Canadá y a proveedores no estadounidenses». El primer ministro de Quebec, François Legault, dijo que ordenó a la presidenta del Consejo del Tesoro, Sonia LeBel, «revisar todos los contratos de adquisición que involucran a proveedores estadounidenses» y penalizar a cualquiera que haga negocios con el gobierno de Quebec. También ordenó a la Société des alcools du Québec que retire todos los productos estadounidenses de sus estantes.
En Nueva Escocia, el premier Tim Houston dijo que la provincia duplicará los peajes de las carreteras para los vehículos estadounidenses y ordenará a la Corporación de Licores de Nueva Escocia que deje de vender todo el licor estadounidense antes del 4 de febrero. El primer ministro de los Territorios del Noroeste, RJ Simpson, también anunció que su gobierno revisaría sus políticas de adquisiciones para eliminar las compras a empresas estadounidenses cuando sea posible. Wab Kinew, máxima autoridad en Manitoba, y su similar en Isla del Príncipe Eduardo, Dennis King; dijeron que sus provincias dejarían de importar licor estadounidense,[cita requerida] mientras que el primer ministro de Columbia Británica, David Eby, dijo que la División de Distribución de Licores de Columbia Británica detendría las compras de licor de los estados liderados por los republicanos.[cita requerida] El comisario de Yukón, Ranj Pillai, dijo que el gobierno de su territorio detendría los pedidos de alcohol estadounidense, revisaría sus contratos con empresas estadounidenses y consideraría los peajes a los vehículos estadounidenses, pero luego afirmó que las medidas se suspenderían hasta que los aranceles entraran en vigor.[cita requerida]
Pierre Poilievre, líder del opositor Partido Conservador, condenó lo que llamó «aranceles masivos, injustos e injustificados». Instó al gobierno a poner fin a la actual prórroga del parlamento para tomar represalias con medidas que incluyen aranceles dólar por dólar sobre los productos estadounidenses que, según dijo, recaudarían dinero para ayudar a los «trabajadores y empresas afectados». También reiteró su demanda de un recorte de impuestos «masivo» y otros esfuerzos para impulsar la economía.

### Respuesta de México

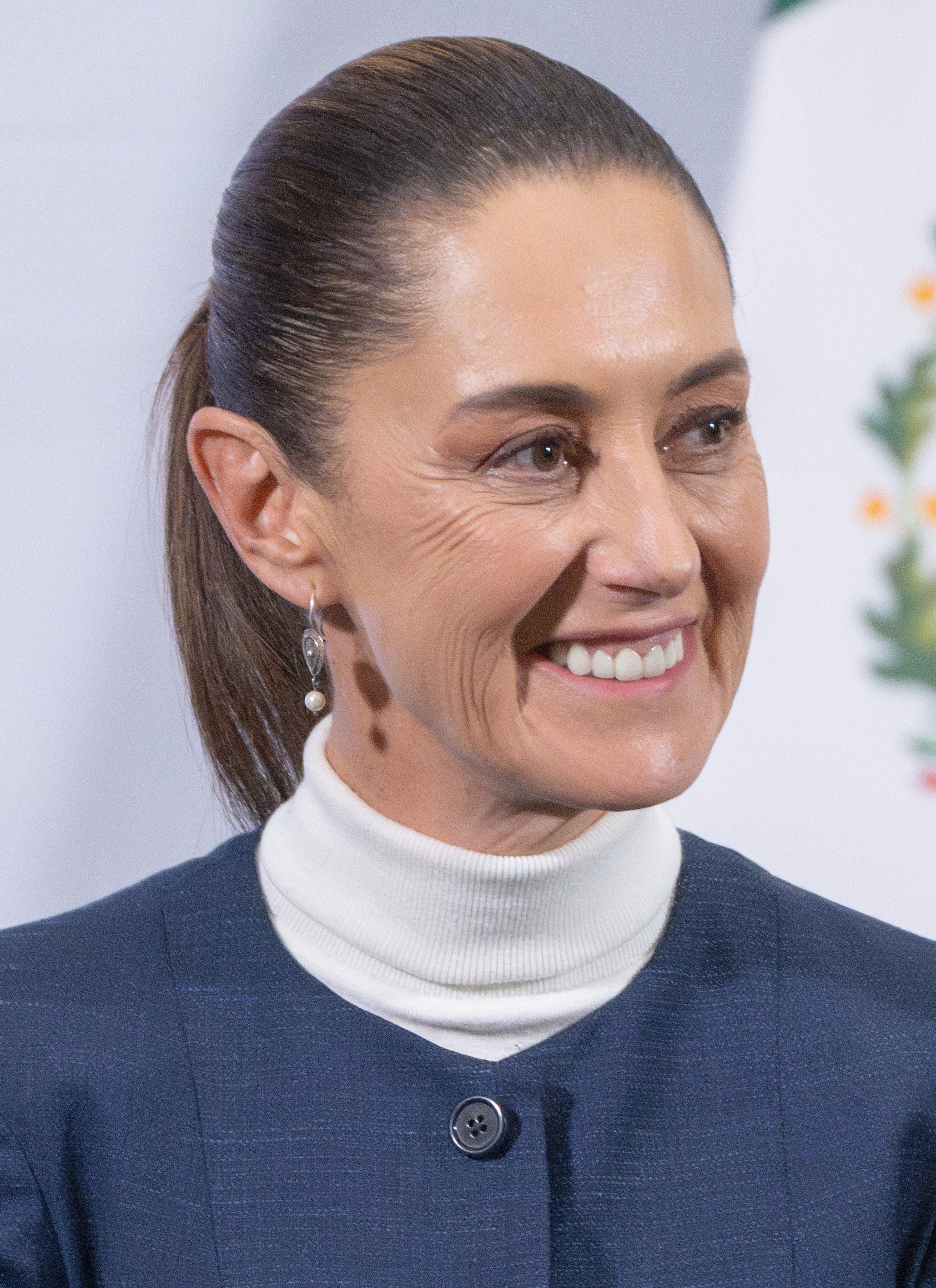
La presidenta de México, Claudia Sheinbaum.

La presidenta mexicana, Claudia Sheinbaum, dijo que México implementaría medidas de represalia arancelarias y no arancelarias contra Estados Unidos. Dijo que la represalia era «en defensa de los intereses de México». Si bien Sheinbaum no especificó a qué productos estadounidenses apuntaría la represalia por parte del país norteamericano de habla española, los informes de los medios afirmaron que el gobierno de este país había estado preparando posibles aranceles de represalia que iban del 5 al 20 por ciento sobre carne de cerdo, queso, productos agrícolas, acero y aluminio, y que la industria automotriz inicialmente estaría exenta.
El secretario de Economía, Marcelo Ebrard, calificó los aranceles de Trump como una «violación flagrante» del T-MEC. Sheinbaum también respondió a la afirmación de Trump de que el gobierno mexicano tiene una alianza con los cárteles de la droga, calificándola de «calumnia». En un evento el 1 de febrero, dijo que México mantendría la «cabeza fría» al proceder con sus represalias, y propuso establecer un grupo de trabajo con Estados Unidos, para abordar los problemas de Trump con México. También dijo que «los problemas no se resuelven imponiendo aranceles».

## Negociaciones posteriores
El 3 de febrero de 2025, Sheinbaum y Trump acordaron mutuamente retrasar los aranceles a México por un mes. Sheinbaum aceptó enviar 10 000 tropas de la Guardia Nacional a su frontera para prevenir el tráfico de drogas, y Trump se comprometió a tomar medidas para frenar el tráfico de armas a México. Esa misma mañana, Trump habló con Trudeau. Durante su llamada, presentó preocupaciones de que Canadá no estaba permitiendo que los bancos estadounidenses «abrieran o hicieran negocios allí»; Canadá permite a los bancos estadounidenses operar comercialmente en el país, pero había restringido la banca personal para proteger a sus ciudadanos de la quiebra bancaria. En una segunda llamada ese día, Trump y Trudeau negociaron un retraso arancelario de un mes. Canadá acordó nombrar un «zar del fentanilo», enumerar a los cárteles de la droga mexicanos como terroristas y crear una directiva de inteligencia dirigida al fentanilo y al crimen organizado respaldada por 200 millones de dólares canadienses (140 millones de dólares estadounidenses) en financiación. Trudeau también dijo que Canadá implementaría su programa fronterizo de 1.300 millones de dólares canadienses (913 millones de dólares estadounidenses) y establecería una Fuerza de Ataque Conjunta Canadá-Estados Unidos para combatir el crimen organizado, el fentanilo y el lavado de dinero. Trump luego emitió una orden ejecutiva actualizada cambiando la fecha de inicio de los aranceles al 4 de marzo a las 12:01 am, hora del Este.[cita requerida]
El 11 de febrero, el exasesor adjunto de inteligencia y seguridad nacional de Trudeau y ex alto cargo de la Real Policía Montada de Canadá, Kevin Brosseau, fue designado zar del fentanilo.

## Aranceles posteriores
El 10 de febrero de 2025, Trump impuso aranceles del 25 % al acero y al aluminio que ingresaban a Estados Unidos desde todo el mundo, incluidos Canadá y México, que suministran la mayoría de las importaciones de metales de Estados Unidos. Trump dijo que esos aranceles eran «los primeros de muchos» y que en las próximas cuatro semanas discutiría con su equipo los aranceles a los automóviles, los productos farmacéuticos, los chips y otros bienes.
El 3 de marzo, Trump anunció que los aranceles retrasados por un mes en febrero entrarían en vigor el 4 de marzo. Agregó que «no quedaba espacio» para que Canadá o México negociaran un acuerdo de último minuto con Estados Unidos para retrasarlos aún más. Howard Lutnick, el secretario de Comercio de Estados Unidos, dijo que tanto Canadá como México habían avanzado en la mejora de la seguridad fronteriza, pero que ambos países no habían satisfecho las demandas de Estados Unidos de detener el flujo de fentanilo a Estados Unidos. La ministra de Asuntos Exteriores canadiense, Mélanie Joly, dijo que Canadá estaba preparada para responder. Sheinbaum reafirmó que los planes de respuesta anteriores de México entrarían en vigor cuando Trump impusiera los aranceles.
Los aranceles estadounidenses sobre Canadá y México comenzaron como estaba previsto, a las 12:01 am hora del este el 4 de marzo. La represalia de Canadá comenzó simultáneamente, con aranceles del 25 % sobre CA$30 mil millones (US$20,6 mil millones) de productos estadounidenses que entraron en vigor el 4 de marzo, mientras que Trudeau afirmó que los aranceles del 25 % sobre CA$125 mil millones adicionales (US$86 mil millones) de productos estadounidenses entrarían en vigor 21 días después, el 25 de marzo. Sheinbaum dijo que anunciaría las contramedidas de México, incluidos los aranceles de represalia, el 9 de marzo, citando los planes de hablar con Trump en los días intermedios como la razón de su respuesta tardía. El inicio de los aranceles provocó caídas del mercado de valores, especialmente para los minoristas y los fabricantes de automóviles. En una conferencia de prensa el 4 de marzo, Trudeau dijo que Trump buscaba imponer aranceles porque deseaba «un colapso total de la economía canadiense» para «hacer más fácil» que Estados Unidos anexara Canadá. Calificó la decisión de Trump de imponer aranceles como «muy tonta», y dijo que Canadá «no se echaría atrás en una pelea».
El 5 de marzo, Lutnik dijo que Trump estaba «escuchando las ofertas de México y Canadá» y «pensando en tratar de hacer algo intermedio», y que los aranceles podrían entrar en vigor en una escala menos significativa. Más tarde ese día, Trump otorgó una excepción de un mes de los aranceles para los fabricantes de automóviles que cumplieran con las regulaciones del T-MEC, que representaban aproximadamente el 85 % de los vehículos de pasajeros importados a los Estados Unidos desde México en 2024. Trump decidió después de reunirse con ejecutivos de los tres mayores fabricantes de automóviles estadounidenses: Ford, General Motors y Stellantis, quienes dijeron que los aranceles dañarían a las empresas estadounidenses más que a sus rivales extranjeros. El 6 de marzo, después de que Trump mantuviera llamadas telefónicas con Trudeau y Sheinbaum, dijo que todos los aranceles sobre los bienes que cumplen con el T-MEC provenientes de México y Canadá (que según funcionarios estadounidenses representan el 50 % de las importaciones de México y el 38 % de las importaciones de Canadá) se retrasarían hasta el 2 de abril. En respuesta, los funcionarios canadienses dijeron que los aumentos planificados en sus aranceles de represalia se suspenderían, aunque los aranceles iniciales sobre los EE. UU. permanecerían vigentes.
El 7 de marzo, Trump amenazó con imponer aranceles recíprocos a Canadá en relación con los productos lácteos y madereros. Trump afirmó que los aranceles serían de hasta un 250 % y entrarían en vigor la semana siguiente al 7 de marzo. El 9 de marzo, Mark Carney ganó las elecciones para el liderazgo del Partido Liberal y sucedió a Trudeau como primer ministro. En su discurso de aceptación, dijo que apoyaba los aranceles de represalia del gobierno de Trudeau y que su gobierno los mantendría vigentes «hasta que los estadounidenses nos muestren respeto».

## Impacto económico

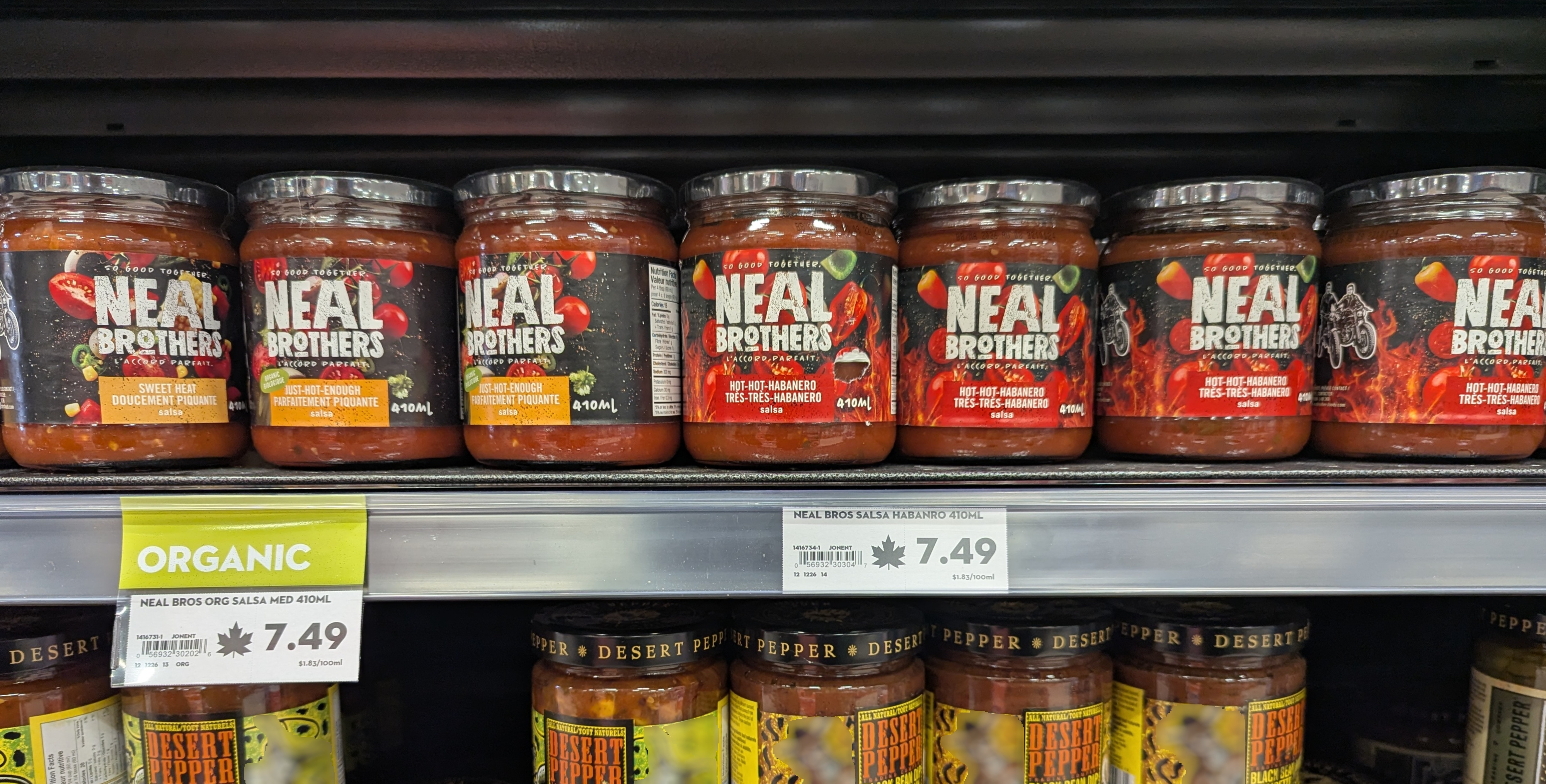
Etiquetas de precios con la hoja de arce en exhibición para indicar productos canadienses.

Se esperaba que la guerra comercial perturbara significativamente el comercio entre Estados Unidos, México y Canadá y alterara las cadenas de suministro en América del Norte. Muchos economistas han expresado escepticismo sobre la eficacia de la estrategia de Trump al imponer aranceles, y muchos han dicho que el aumento de los aranceles elevaría los precios de los bienes de consumo en Estados Unidos y empeoraría la crisis del costo de vida del país. El Laboratorio de Presupuesto de la Universidad de Yale estimó que los aranceles conducirían a una pérdida de alrededor de US$1.200 en poder adquisitivo para el hogar estadounidense típico. Si bien algunas empresas optarán por asumir el costo del arancel, es probable que otras aumenten los precios de los productos de consumo para compensar la pérdida de ingresos o intenten negociar precios más bajos para sus productos.
Como Estados Unidos no produce suficiente petróleo para satisfacer su demanda, los aranceles del 10 % sobre el petróleo y la energía canadienses probablemente conducirían a un aumento del precio del petróleo en todo Estados Unidos. Esto es especialmente cierto en el Medio Oeste, una región que depende en gran medida del petróleo importado de Alberta. El gobierno canadiense había dicho anteriormente que los precios del gas estadounidense podrían aumentar en 0,75 dólares por galón de la noche a la mañana si se imponían aranceles. Los aranceles también podrían aumentar el costo de la electricidad en algunos estados de Estados Unidos, especialmente aquellos que dependen de provincias canadienses como Ontario, Quebec y Columbia Británica para la energía. Fuera de América del Norte, los aranceles a las importaciones de energía darían a las refinerías de petróleo europeas y asiáticas una ventaja competitiva frente a sus rivales.
Los aranceles también podrían llevar a aumentos de precios en varias importaciones estadounidenses de México y Canadá, incluyendo frutas, verduras, cerveza, licores y productos electrónicos de México y papas, granos, madera y acero de Canadá.Los aumentos de precios se agravarían con la alta inflación en los Estados Unidos, especialmente en los precios de los comestibles. El costo de la madera canadiense, utilizada por muchos constructores de viviendas en los EE. UU., también probablemente aumentaría. Los aranceles también causarían riesgos a las industrias agrícolas y pesqueras de los Estados Unidos.
Los aranceles plantean un riesgo de «recesión severa» en México si se mantienen. Un arancel del 25 % durante un año podría causar que las exportaciones mexicanas caigan alrededor del 12 %, lo que en última instancia conduciría a una disminución del 4 % en el producto interno bruto del país en 2025. La Cámara de Comercio Americana en México, el grupo que representa a las empresas estadounidenses en el país, dijo que los aranceles dañarían a ambas economías y «no abordarían los desafíos reales de seguridad, migración y tráfico de drogas». Es probable que la industria automotriz mexicana sea la más susceptible a la conmoción por los aranceles, junto con el sector de equipos eléctricos.
Canadá, una economía altamente dependiente del comercio, probablemente también sufriría, experimentando un crecimiento económico perjudicado y precios más altos para las empresas y los consumidores. La economía canadiense podría entrar en recesión dentro de seis meses si se mantienen los aranceles. El primer ministro de Quebec, Legault, dijo que los aranceles estadounidenses podrían causar la pérdida de hasta 100.000 empleos canadienses. Los precios también podrían aumentar en Canadá incluso para los productos producidos localmente, especialmente si los aranceles causan dificultades económicas para las empresas más pequeñas. El hecho de que las empresas canadienses no puedan vender sus productos a los estadounidenses en el mismo volumen también haría que algunas de ellas despidan trabajadores, reduzcan su producción o incluso cierren por completo. La industria de procesamiento de minerales de Canadá probablemente se vería significativamente perjudicada por los aranceles.
El anuncio de Trump del 3 de marzo, así como el aumento de los aranceles a China del 10 % al 20 % que se prevé que se produzca el mismo día, provocó una caída considerable del mercado bursátil estadounidense: el índice S&P 500 cayó un 1,8 %, mientras que el índice Nasdaq-100 cayó un 2,6 %. Para el 6 de marzo, el S&P 500 había perdido casi todas sus ganancias desde noviembre de 2024.

## Reacciones y respuestas

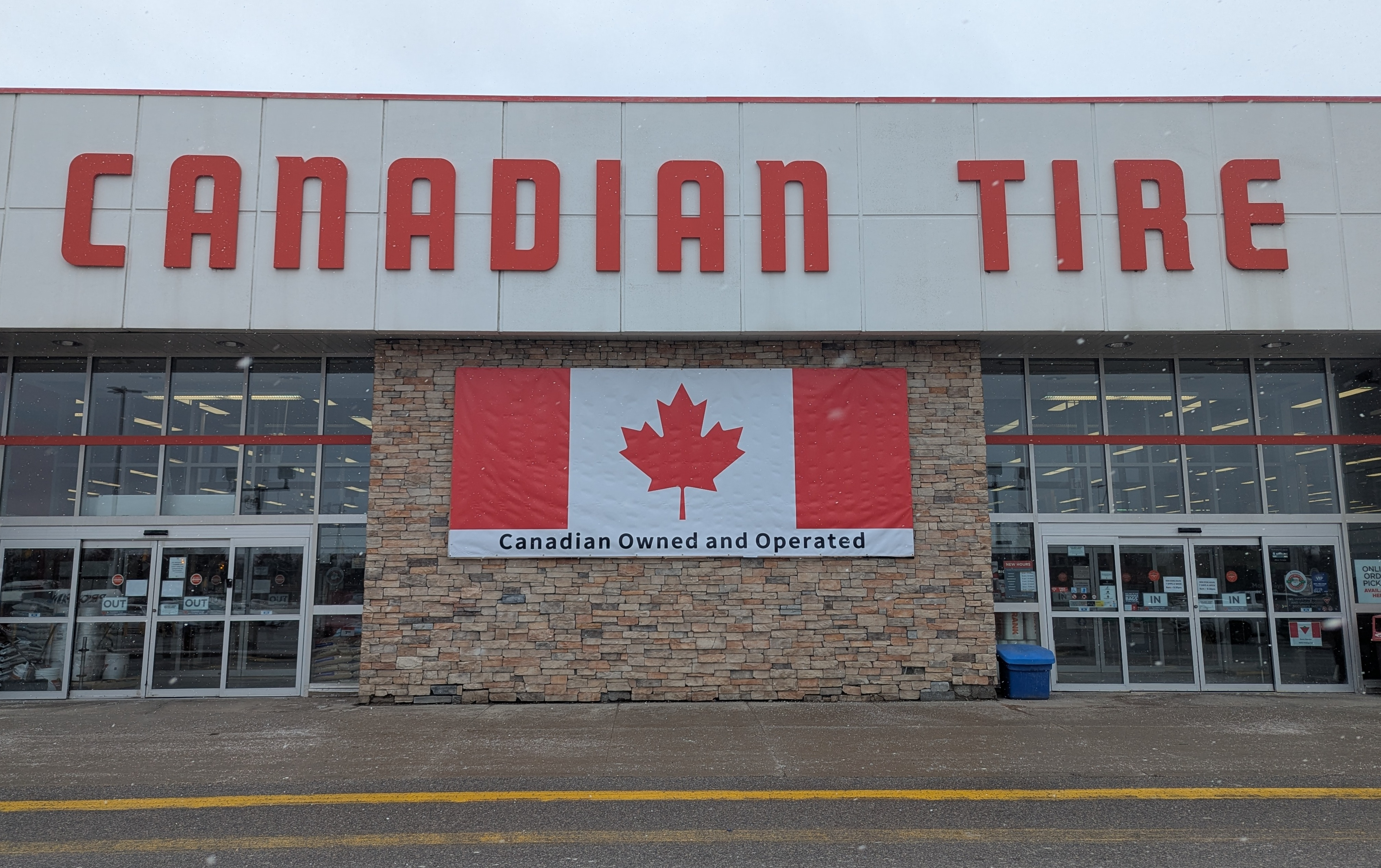
Una tienda de Canadian Tire en Ontario con un cartel que dice «De propiedad y operación canadiense».

En Canadá, los aranceles y amenazas estadounidenses provocaron un aumento del nacionalismo y patriotismo canadienses, y se ha dicho que el conflicto ha dañado las relaciones históricamente fuertes entre Canadá y Estados Unidos. Una encuesta de febrero de 2025 realizada a canadienses por el Instituto Angus Reid encontró que el 91 % de los canadienses expresaron su deseo de disminuir la dependencia de Canadá de los Estados Unidos. como socio comercial. La encuesta también reveló un aumento de 10 puntos porcentuales en los canadienses que dicen estar «muy orgullosos» de su país y en los canadienses que dijeron tener un «profundo apego emocional a Canadá» en comparación con la encuesta anterior del Instituto en diciembre de 2024. Una encuesta de Ipsos en febrero de 2025 encontró que el 65 % de los canadienses dijeron que evitarían viajar a los Estados Unidos. Y el 67 % dijo que evitarían comprar productos fabricados en Estados Unidos. En los días posteriores a los anuncios de aranceles, las multitudes canadienses abuchearon el himno nacional de Estados Unidos, cuando se tocó en los juegos de la Liga Nacional de Hockey y la Asociación Nacional de Baloncesto en todo Canadá. Muchos canadienses comenzaron un boicot a los productos estadounidenses y un movimiento «Compre canadiense» ganó fuerza en todo el país. También diversos políticos canadienses, incluidos Trudeau y Poilievre, adoptaron la retórica de la unidad nacional y la guerra comercial creó un efecto de manifestación alrededor de la bandera antes de las elecciones federales canadienses de 2025.
En Estados Unidos, la decisión inicial de Trump de imponer aranceles a Canadá y México fue criticada por el consejo editorial de The Wall Street Journal, que dijo que su «justificación para este asalto económico a los vecinos no tiene sentido» y caracterizó el conflicto resultante como «la guerra comercial más tonta de la historia».